# Câmpeni (okręg Buzău)
Câmpeni – wieś w Rumunii, w okręgu Buzău, w gminie Amaru. W 2011 roku liczyła 238 mieszkańców.
Do 1964 roku miejscowość nosiła nazwę Bădeni-Miluiți.